# بانتانتو
بانتانتو (به لاتین: Bantanto) یک منطقهٔ مسکونی در گامبیا است که در Central River Division واقع شده‌است. بانتانتو ۱،۳۹۵ نفر جمعیت دارد.